# Парламентські вибори в Косові 2010
Дострокові парламентські вибори у Республіці Косово, що відбулися 12 грудня 2010 року, стали першими виборами у частково визнаній республіці з часу проголошення незалежності 17 лютого 2008 року. Уряд Сербії закликав косовських сербів бойкотувати вибори. Попри це вибори відбулися, явка склала 48 %. Було обрано 120 депутатів до Косовського Парламенту — 100 за основним списком, 10 від сербської общини і 10 від решти національних меншин.

## Причини
27 вересня 2010 року президент Косова Фатмір Сейдіу добровільно склав повноваження. Дострокові вибори президента було призначено на 13 лютого 2011 року.
Сейдіу змушений був піти у відставку через порушення конституції країни: президент зберіг за собою посаду керівника політичної партії Демократична ліга Косова після обрання президентом у 2006 році.
2 листопада виконувач обов'язків президента Якуп Краснічі оголосив, що дострокові вибори парламенту відбудуться 12 грудня, після того, як раніше цього дня парламент висловив недовіру урядові (за Конституцією Косова, недовіра означає відставку уряду і дострокові вибори самого парламенту протягом 45 днів).

## Передвиборча кампанія
Передвиборча кампанія стартувала 2 грудня. Своїх кандидатів представили 29 політичних партій та коаліцій, включаючи й вісім сербських.
9 грудня в Лепосавичі було застрелено Сефка Салковича, лідера боснійських мусульман Косова. Лепосавич населене переважнно сербами, натомість боснійські мусульмани підтримують незалежність Косова. 13 грудня, наступного дня після виборів відповідальність за вбивсто взяла на себе сербська організація Beli Orlovi.

## Учасники
| Акронім                        | Назва                                          |
| ------------------------------ | ---------------------------------------------- |
| LDK                            | Демократична ліга Косова                       |
| FER                            | Партія Нового Духа                             |
| KTB                            | Турецький союз Косова                          |
| PREBK                          | Об'єднана партія косовський ромів              |
| PDAK                           | англ. Democratic Party of Kosovo Ashkanlive    |
| LEK                            | Ліга косовських єгиптян                        |
| SDSG                           | Соціал-демократична партія Ґори                |
| IRDK                           | Нова демократична ініціатива Косова            |
| PAI                            | англ. Ashkali Party For Integration            |
| PDK                            | Демократична партія Косова                     |
| AKR-PD-PSD-PPI-PPK-PNDSH-PGJK- | Коаліція                                       |
| LDD                            | Демократична ліга Дарданії                     |
| KDTP                           | Демократична турецька партія Косова            |
| VAKAT                          | Коаліція VAKAT                                 |
| GIG                            | Громадянська ініціатива Ґори                   |
| SNSD                           | Асоціація незалежних соціал-демократів         |
| SKMS                           | Сербська партія Косова та Метохії              |
| SSDS                           | Сербська соціал-демократична партія            |
| SNS                            | Сербська національна партія                    |
| GIKN                           | Національна ініціатива Громадянське крило      |
| JSL                            | Об'єднаний сербський список                    |
| AAK                            | Альянс за майбутнє Косова                      |
| BSDAK                          | Босняцька партія демократичної дії Косова      |
| VV                             | Рух за самовизначення                          |
| SLS                            | Незалежна ліберальна партія                    |
| NDS                            | Нова демократична партія                       |
| SDSKIM                         | Сербська демократична партія Косова та Метохії |
| SDA                            | Партія демократичної дії                       |
| CDS                            | Чорногорська демократична партія               |

Джерело: ЦВК Косова

## Результати
Найбільше голосів (33,5 %) здобула Демократична партія, яку очолює прем'єр Хашім Тачі, колишній лідер Армії визволення Косова. Основний конкурент партії прем'єра — Демократична ліга Косова, на чолі якої стоїть мер Приштини Іса Мустафа, отримала 23,6 %
Хоча більшість сербів бойкотувала вибори, сербська меншина матиме, відповідно до існуючої квоти, 10 із-поміж 120 депутатів у парламенті Косова. Ще десятьох депутатів матимуть інші національні меншини — турки та босняки.
Несподіванкою став результат Руху за самовизначення, який виступає за об'єднання Косова й Албанії. За нього проголосували 12,2 % виборців у Косові, це третій за успішністю результат виборі. Однією з головних вимог Руху за самовизначення є зменшення міжнародного контролю в країні (Косово залишається під протекторатом ООН).
Явка виборців склала 48 %.
| Партія | % голосів |
| ------ | --------- |
| PDK    | 33.5 %    |
| LDK    | 23.6 %    |
| VV     | 12.2 %    |
| AAK    | 10.8 %    |
| AKR    | 7.1 %     |
| LDD    | 3.3 %     |
| FER    | 2.2 %     |

Коаліційна угода була остаточно підписана 20 лютого 2011 року, а розподіл міністерств:
- У AKR буде віце-прем'єр-міністр Мухамет Мустафа. Аґім Чеку в Міністерстві безпеки, Ферід Агані в Міністерстві охорони здоров'я і Мімоза Кусарі-Ліла в Міністерстві торгівлі та промисловості.
- Лідер Незалежної ліберальної партії (SLS) Слободан Петрович буде віце-прем'єр-міністр, а SLS отримає Міністерство місцевого самоврядування, Міністерство громад та повернення, а також Міністерство праці та соціального захисту.
- Партії меншин (турки, ашкалі та єгиптяни) отримають Міністерство екології та простору

## Оцінки
Під час виборів з'являлась інформація про випадки порушень (у тому числі фальсифікацій). Спостерігачі від Європейського парламенту виступили із закликом розслідувати всі подібні випадки і притягнути винних до відповідальності.
Росія не визнала результати виборів, аргументуючи це нелегітимністю косовської влади, яка власне їх організувала, та масовими фальсифікаціями, начебто здійсненими в ході виборів.